# Avey Tare
Avey Tare, nascido David Michael Portner (24 de Abril de 1979), é o principal vocalista da banda Animal Collective. Além de cantar, tocar guitarra, piano, entre outros instrumentos. Foi casado com Kristín Anna Valtýsdóttir (Kría Brekkan), cantora islandesa.
Avey Tare conheceu Deakin, Panda Bear e Geologist ainda no liceu. Durante anos os quatro partilharam ideias, deram concertos e produziram gravações caseiras. Avey Tare gravou o álbum Spirit They're Gone, Spirit They've Vanished ((originalmente intitulado Avey Tare and Panda Bear), com Panda Bear, em 2000. Depois do liceu, Avey e Geologist mudaram-se para Nova Iorque, com a finalidade de ingressar na NYU (Universidade de Nova Iorque) e na Universidade da Columbia, respectivamente. Deakin e Panda Bear estudavam já na NYU o que facilitou o contato entre os membros da banda, os quatro, intitularam-se de Animal Collective desde então.
Avey tem outros projetos: os Terrestrial Tones, e já lançou um álbum com a sua ex-esposa, Kría Brekkan, intitulado Pullhair Rubeye.Também lançou um album com sua banda Avey Tare's Slasher Flicks, em 2014, intitulado Enter The Slasher House, e três albuns solo: Down There (2010), Eucalyptus (2017), Cows on Hourglass Pond (2019). 

## Discografia

### Álbuns
- Pullhair Rubeye (com Kria Brekkan) (2007, Paw Tracks)
- Down There (2010, Paw Tracks)
- Enter the Slasher House (2014, Domino)
- Eucalyptus (2017, Domino)
- Cows on Hourglass Pond (2019, Domino)

### EPs
- Essence of Eucalyptus (2018, Domino)
- Conference of Birds / Birds in Disguise (2019, Domino)

### Singles
- Lucky 1 (October 5, 2010, Paw Tracks)
- Wake My Door (April 8, 2020, Domino)

### Com o Terrestrial Tones
- Blasted (2005, Psych-o-Path records)
- Oboroed/Circus Lives (2005, UUAR)
- Dead Drunk (2006, Paw Tracks)